# Matt Grevers
Matthew ("Matt") Grevers (Lake Forest (Illinois), 26 maart 1985) is een Amerikaanse zwemmer. Grevers won, als serie-zwemmer in de estafettes, twee keer olympisch goud op de Olympische Zomerspelen 2008 in Peking. Individueel won hij zilver op de 100 meter rugslag, achter landgenoot Aaron Peirsol. Tijdens de Olympische Zomerspelen 2012 in Londen won hij opnieuw twee gouden medailles, individueel op de 100 meter rugslag en op de estafette 4x100 meter wisselslag.
Matt Grevers is een zoon van Ed en Anja Grevers, die beiden uit Nederland afkomstig zijn.

## Carrière
Grevers maakte zijn internationale debuut tijdens de wereldkampioenschappen kortebaanzwemmen 2006 in Shanghai. Hij won de bronzen medaille met de Amerikaanse estafetteploeg op de 4x100 meter vrije slag. Hij ontving ook een bronzen medaille voor zijn inspanningen in de series van de 4x100 meter wisselslag. Individueel bereikte Grevers de zevende plaats op zowel de 100 meter rugslag als de 100 meter wisselslag, op de 50 meter rugslag en de 50 meter vlinderslag strandde hij in de halve finales.
Op de Amerikaanse Olympische Trials in Omaha, Nebraska eindigde als tweede op de 100 meter rugslag en hiermee plaatste Grevers zich voor Peking op de 100 meter rugslag en de 4x100 meter wisselslag, hij kaapte met deze prestatie een ticket weg voor de neus van gerenommeerde zwemmers zoals Randall Bal en Ryan Lochte, met de vijfde plaats op de 100 meter vrije slag plaatste hij zich voor de 4x100 meter vrije slag estafette. In Peking hielp hij samen met Nathan Adrian, Cullen Jones en Benjamin Wildman-Tobriner de 4x100 meter vrije slag estafetteploeg naar de finale. De volgende ochtend zag hij Jones samen met Michael Phelps, Garrett Weber-Gale en Jason Lezak het goud winnen, voor zijn inspanningen in de series ontving ook Grevers een gouden medaille. Op de 100 meter rugslag pakte hij het zilver achter landgenoot en titelverdediger Aaron Peirsol. Ook op de 4x100 meter wisselslag zwom Grevers in de series, samen met Mark Gangloff, Ian Crocker en Garrett Weber-Gale. In de finale zorgden Peirsol, Hansen, Phelps en Lezak ervoor dat Grevers opnieuw een gouden medaille in ontvangst mocht nemen.

### 2009-2012
Tijdens de Amerikaanse kampioenschappen zwemmen 2009 in Indianapolis eindigde Grevers als tweede op de 100 meter rugslag en als vierde op de 100 meter vrije slag, dankzij deze prestaties kwalificeerde hij zich voor de wereldkampioenschappen zwemmen 2009 in Rome. In de Italiaanse hoofdstad eindigde hij als zevende op de 100 meter rugslag, op de 50 meter rugslag en de 50 meter vlinderslag werd hij uitgeschakeld in de series. Samen met Michael Phelps, Ryan Lochte en Nathan Adrian veroverde hij de wereldtitel op de 4x100 meter vrije slag. Op de 4x100 meter wisselslag vormde hij samen met Mark Gangloff, Tyler McGill en Nathan Adrian een team in de series, in de finale zwommen Aaron Peirsol, Eric Shanteau, Michael Phelps en David Walters naar de wereldtitel. Voor zijn aandeel in de series ontving de Amerikaan eveneens de gouden medaille. Tijdens de Duel in the Pool 2009 in Manchester verbeterde hij, op de kortebaan, samen met Nathan Adrian, Garrett Weber-Gale en Michael Phelps het wereldrecord op de 4x100 meter vrije slag.
Tijdens de Olympische Zomerspelen van 2012 veroverde Grevers de gouden medaille op de 100 meter rugslag, op de 4x100 meter wisselslag sleepte hij samen met Brendan Hansen, Michael Phelps en Nathan Adrian de gouden medaille in de wacht. Samen met Jimmy Feigen, Ricky Berens en Jason Lezak zwom hij in de series van de 4x100 meter vrije slag, in de finale legden Nathan Adrian, Michael Phelps, Cullen Jones en Ryan Lochte beslag op de zilveren medaille. Voor zijn aandeel in de series ontving Grevers de zilveren medaille. Op de wereldkampioenschappen kortebaanzwemmen 2012 in Istanboel veroverde Grevers de gouden medaille op de 100 meter rugslag en de zilveren medaille op de 50 meter rugslag, op de 100 meter vrije slag eindigde hij op de vijfde plaats. Op de 4x100 meter vrije slag sleepte hij samen met Anthony Ervin, Jimmy Feigen en Ryan Lochte de wereldtitel in de wacht, samen met Kevin Cordes, Thomas Shields en Ryan Lochte werd hij wereldkampioen op de 4x100 meter wisselslag.

### 2013-heden
Tijdens de wereldkampioenschappen zwemmen 2013 in Barcelona werd Grevers wereldkampioen op de 100 meter rugslag en behaalde hij zilver op de 50 meter rugslag. Samen met Kevin Cordes, Ryan Lochte en Nathan Adrian won Grevers aanvankelijk ook de 4x100m wisselslag. Achteraf bleek Cordes 0,04s te vroeg de startblok te hebben verlaten tijdens de aflossing van  Grevers. Het Amerikaanse viertal werd gediskwalificeerd en de gouden medaille werd zo aan het Franse viertal overhandigd.
Op de Pan-Pacifische kampioenschappen zwemmen 2014 in Gold Coast sleepte de Amerikaan de zilveren medaille in de wacht op de 100 meter rugslag, daarnaast strandde hij in de series van de 100 meter vrije slag. Op de 4x100 meter wisselslag legde hij samen met Kevin Cordes, Michael Phelps en Nathan Adrian beslag op de gouden medaille. In Doha nam Grevers deel aan de wereldkampioenschappen kortebaanzwemmen 2014. Op dit toernooi behaalde hij de bronzen medaille op de 100 meter rugslag, daarnaast eindigde hij als zesde op de 50 meter rugslag en werd hij uitgeschakeld in de halve finales van de 50 meter vlinderslag. Samen met Cody Miller, Thomas Shields en Ryan Lochte veroverde hij de zilveren medaille op de 4x100 meter wisselslag, op de 4x100 meter vrije slag sleepte hij samen met Jimmy Feigen, Ryan Lochte en Thomas Shields de bronzen medaille in de wacht.
Tijdens de wereldkampioenschappen zwemmen 2015 in Kazan veroverde de Amerikaan de zilveren medaille op de 50 meter rugslag en de bronzen medaille op de 100 meter rugslag. Samen met Jimmy Feigen, Anthony Ervin en Conor Dwyer strandde hij in de series van de 4x100 meter vrije slag. Op de 4x100 meter wisselslag zwom hij samen met Cody Miller, Tim Phillips en Ryan Lochte in de series, in de finale legden Ryan Murphy, Kevin Cordes, Thomas Shields en Nathan Adrian beslag op de wereldtitel. Voor zijn aandeel in de series ontving Grevers de gouden medaille.

## Belangrijkste resultaten
| Jaar | Olympische Spelen                                                                                                  | WK langebaan | WK kortebaan | PanPacs                                                | Pan-Ams       |
| ---- | --- | --- | --- | ------------------------------------------------------ | ------------- |
| 2006 | | | 12e 50m rugslag · 7e 100m rugslag · 13e 50m vlinderslag · 7e 100m wisselslag · 4x100m vrije slag · 4x100m wisselslag · Grevers zwom enkel de series | geen deelname                                          |               |
| 2007 | | geen deelname | |                                                        | geen deelname |
| 2008 | 100m rugslag · 4x100m vrije slag · Grevers zwom enkel de series · 4x100m wisselslag · Grevers zwom enkel de series | | geen deelname |                                                        |               |
| 2009 | | 19e 50m rugslag · 7e 100m rugslag · 39e 50m vlinderslag · 4x100m vrije slag · 4x100m wisselslag · Grevers zwom enkel de series | |                                                        |               |
| 2010 | | | geen deelname | geen deelname                                          |               |
| 2011 | | geen deelname | |                                                        | geen deelname |
| 2012 | 100m rugslag · 4x100m vrije slag · Grevers zwom enkel de series · 4x100m wisselslag                                | | 5e 100m vrije slag · 50m rugslag · 100m rugslag · 4x100m vrije slag · 4x100m wisselslag |                                                        |               |
| 2013 | | 50m rugslag · 100m rugslag · 12e 50m vlinderslag · DQ 4x100m wisselslag                                                        | |                                                        |               |
| 2014 | | | 6e 50m rugslag · 100m rugslag · 10e 50m vlinderslag · 4x50m vrije slag · Grevers zwom enkel de series · 4x100m vrije slag · 4x50m wisselslag · Grevers zwom enkel de series · 4x100m wisselslag · 4x50m vrije slag gemengd · 4e 4x50m wisselslag gemengd | 18e 100m vrije slag · 100m rugslag · 4x100m wisselslag |               |
| 2015 | | 50m rugslag · 100m rugslag · 11e 4x100m vrije slag · 4x100m wisselslag · Grevers zwom enkel de series ·                        | |                                                        | geen deelname |
| 2016 | geen deelname | | geen deelname |                                                        |               |
| 2017 | | 50m rugslag · 100m rugslag · 4x100m wisselslag · 4x100m wisselslag gemengd                                                     | |                                                        |               |
| 2018 | | | 10e 50m rugslag · 6e 100m rugslag · 4x100m vrije slag · Grevers zwom enkel de series · 4x50m wisselslag · Grevers zwom enkel de series · 4x100m wisselslag · Grevers zwom enkel de series                                                                | 4e 100m rugslag                                        |               |
| 2019 | | 5e 100m rugslag · 4x100m wisselslag · Grevers zwom enkel de series · 4×100m wisselslag gemengd · Grevers zwom enkel de series  | |                                                        | geen deelname |

## Persoonlijke records
(bijgewerkt t.e.m. 16 augustus 2020)
Kortebaan
| Afstand         | Tijd    | Datum            | Plaats       |
| --------------- | ------- | ---------------- | ------------ |
| 50m vrije slag  | 20,93   | 19 december 2009 | Manchester   |
| 100m vrije slag | 47,05   | 16 december 2012 | Istanboel    |
| 50m rugslag     | 23,16   | 26 oktober 2019  | Boedapest    |
| 100m rugslag    | 48,92   | 12 december 2015 | Indianapolis |
| 200m rugslag    | 1.48,74 | 18 december 2009 | Manchester   |
| 50m vlinderslag | 22,94   | 5 december 2014  | Doha         |
| 100m wisselslag | 54,28   | 9 april 2006     | Shanghai     |

Langebaan
| Afstand          | Tijd    | Datum        | Plaats       |
| ---------------- | ------- | ------------ | ------------ |
| 50m vrije slag   | 22,01   | 6 maart 2008 | Austin       |
| 100m vrije slag  | 48,27   | 10 juli 2009 | Indianapolis |
| 200m vrije slag  | 1.48,41 | 7 maart 2008 | Austin       |
| 50m rugslag      | 24,53   | 27 juli 2018 | Irvine       |
| 100m rugslag     | 52,08   | 27 juni 2012 | Omaha        |
| 200m rugslag     | 1.57,04 | 11 juli 2009 | Indianapolis |
| 50m vlinderslag  | 23,29   | 28 juli 2013 | Barcelona    |
| 100m vlinderslag | 52,10   | 6 maart 2008 | Austin       |